# Traugott Märcker
Karl Friedrich Traugott Märcker (auch Maercker oder Märker; Pseudonym: Paul Theodor Marck; * 11. August 1811 in Meiningen; † 17. Mai 1874 in Bayreuth) war ein deutscher Historiker und Archivar.

## Leben
Märcker war Sohn eines Lehrers und Enkel des Pädagogen Christian Gotthilf Salzmann. Er erhielt seine Ausbildung zunächst an der Schule Salzmanns in Schnepfenthal, anschließend am Gymnasium Gotha. Es folgte an den Universitäten von Leipzig, Jena und Breslau ein Studium der Philologie und Geschichte. Während seines Studiums wurde er 1831 Mitglied der Jenaischen Burschenschaft/Burschenschaft Arminia. Sein Studium schloss er in Breslau 1835 durch Promotion mit der Dissertation De Theodectis Phaselitae vita et scriptis ab. Märcker wird im Schwarzen Buch der Frankfurter Zentralbehörde (1833–1838) erwähnt. Nachdem ihm das Lehramt in Ratibor aufgrund von Umtrieben als Burschenschafter verwehrt geblieben war, wurde er zunächst Reisebegleiter eines jungen Grafen von Wallwitz, mit dem er neben Frankreich die Niederlande bereiste. Nach Dresden zurückgekehrt, versuchte er dort wissenschaftlich Fuß zu fassen. Jedoch wurde ihm auch dort eine staatliche Anstellung verwehrt.
Märcker kam in Kontakt mit dem königlich preußischen Kammerherrn Rudolf Freiherr von Stillfried und wurde zunächst privat dessen Gehilfe. Als 1844 König Friedrich Wilhelm IV. weitere Forschungen und Publikationen bei Stillfried anforderte, wurde Märcker auch im staatlichen Dienst Gehilfe von Stillfried. 1848 erhielt er die Ernennung zum königlichen Hausarchivar. 1852 wurde er dann zum Archivrat und schließlich 1855 zum Geheimen Archivrat sowie zum Mitglied des neuen Heroldsamtes ernannt. 1873 musste er aufgrund eines schweren Augenleidens in den Ruhestand gehen.
Er war Mitglied der Bayerischen Akademie der Wissenschaften.
Märcker erhielt insgesamt 13 Orden aus Preußen und dem Ausland.

## Werke (Auswahl)
- De Theodectis Phaselitae vita et scriptis Friedländer, Breslau 1835.
- Diplomatisch-kritische Beiträge zur Geschichte und Staatsrecht von Sachsen, Brockhaus, Leipzig 1843.
- Das Stammschloß Hohenzollern, seine Gegenwart und Vergangenheit, Hechingen 1846.
- Der gräflich fürstlich königliche Stamm der Hohenzollern. Ein historischer Beitrag, Hechingen 1849.
- mit Rudolf Freiherr von Stillfried: Monumenta Zollerana : Urkunden-Buch zur Geschichte des Hauses Hohenzollern, 7 Bände, Ernst und Koch, Berlin 1851–1861.
- Das Stamm- und Ankunfts-Buch des Burggrafthums Nürnberg, Hayn, Berlin 1861.
- Sophia von Rosenberg, geborene Markgräfin von Brandenburg: aus böhmischen Quellen, Oberhofbuchdrucker, Berlin 1864.